# MartiniPlaza
La MartiniPlaza, conosciuta anche come Martinihal Groningen, è una arena polivalente situata nella città di Groninga.
I lavori per l'Arena iniziarono nel 1969, e venne aperta nel settembre dello stesso anno. Al suo interno si svolgono anche manifestazioni culturali, eventi e concerti.